# Tellig

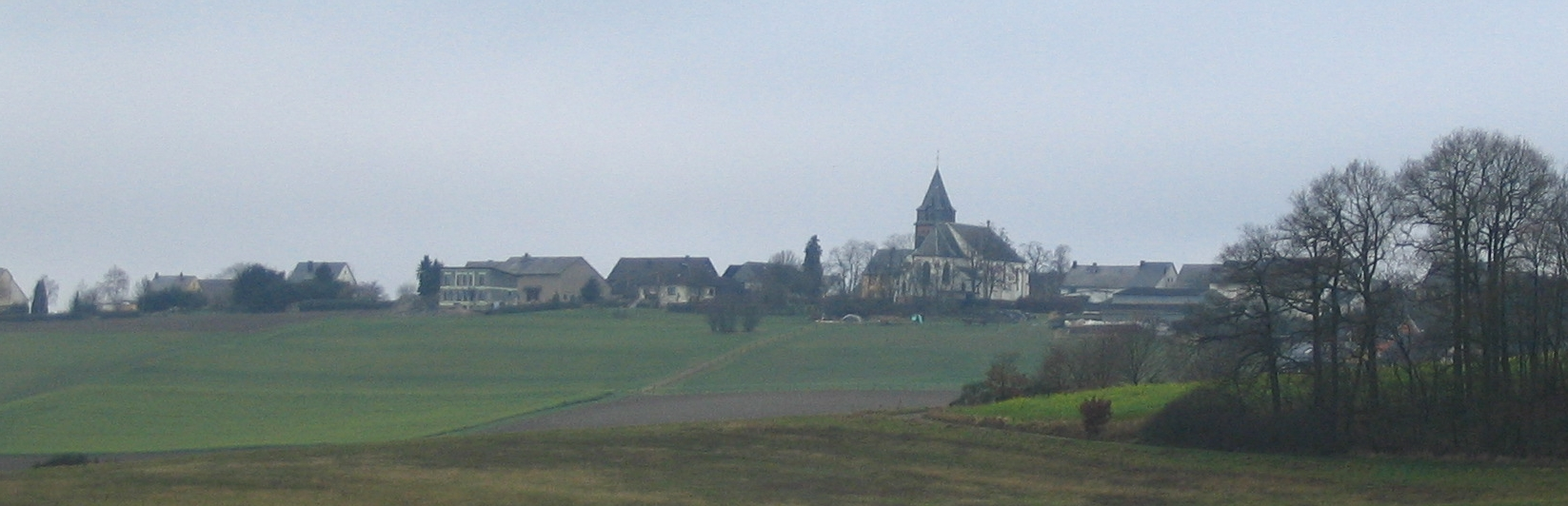
Tellig aus südlicher Ansicht

Tellig ist eine Ortsgemeinde im Landkreis Cochem-Zell in Rheinland-Pfalz. Sie gehört der Verbandsgemeinde Zell (Mosel) an.

## Geographie
Tellig liegt im nördlichen Hunsrück am Rande des Altlayer Bachtals etwa 5 km von der Mosel entfernt, in der Nähe der B 421.

## Geschichte
Eine urkundliche Erwähnung erfährt der Ort als Tellich im Jahr 1275. Ab dem Jahr 1794 stand Tellig unter französischer Herrschaft und gehörte von 1798 bis 1814 zum Kanton Zell im Rhein-Mosel-Departement. 1815 wurde der Ort auf dem Wiener Kongress dem Königreich Preußen zugeordnet. In der Grube Theodor bei Tellig wurden zu Beginn des 20. Jahrhunderts Blei- und Zinkerzvorkommen abgebaut. Die Siedlung Althaus bei Tellig wurde durch den RAD (Reichsarbeitsdienst) im Jahre 1937 errichtet. Seit 1946 ist Tellig Teil des damals neu gebildeten Landes Rheinland-Pfalz.

## Politik

### Gemeinderat
Der Gemeinderat in Tellig besteht aus sechs Ratsmitgliedern, die bei der Kommunalwahl am 9. Juni 2024 in einer Mehrheitswahl gewählt wurden, und der ehrenamtlichen Ortsbürgermeisterin als Vorsitzender. Von 2014 bis 2024 gehörten dem Gemeinderat gemäß dem rheinland-pfälzischen Kommunalwahlrecht acht Ratsmitglieder an, da die Einwohnerzahl am jeweiligen Stichtag über 300 lag.

### Bürgermeister
Sabine Liesegang-Zirwes ist Ortsbürgermeisterin von Tellig. Bei der Direktwahl am 26. Mai 2019 wurde sie mit einem Stimmenanteil von 84,39 % für fünf Jahre wiedergewählt. Bei der Direktwahl am 9. Juni 2024 setzte sie sich mit 67,3 % gegen einen Mitbewerber durch.

## Verkehr
Tellig liegt südlich der Bundesstraße 421, über die man die etwa zehn Kilometer entfernte Stadt Zell (Mosel) und den 15 Kilometer entfernten Bahnhof Bullay DB an der Moselstrecke Trier–Koblenz erreicht.